# کریستین تیتز
کریستین تیتز (انگلیسی: Christian Titz؛ زادهٔ ۱ آوریل ۱۹۷۱) بازیکن فوتبال اهل آلمان است.